# 三田 (東京都港區)
三田（日语：／ Mita */?）是東京都港區的町名，分為一丁目至五丁目。2013年（平成25年）7月1日為止的人口為18,119人。郵遞區號為108-0073。

## 地理
三田一丁目與三田五丁目的古川（澀谷川）沿岸低地是住商混合區。三田二丁目高地為高級住宅區，如三井倶樂部（舊三井邸）、澳洲大使館（旧蜂須賀侯爵邸遺跡）、慶應義塾大學（舊島原藩中屋敷）等。三田三丁目主要為商業區。三田四丁目為寺町，三田台寺院眾多。

## 歷史
在江戶時代，這裡廣布大名與御家人的屋敷。三田四丁目的周邊為舊三田台町台地，江戶時代的歌川廣重的畫作《月之岬》描繪了此地景色。
目黑區的三田稱作目黑三田，與現在的港區三田距離遙遠，但兩者皆源自荏原郡三田村。
擁有三田校區的慶應義塾大學與本地關係深遠，三田已成為慶應的別名。慶應義塾始於芝新錢座，當時許多人希望能入學就讀，為了容納更多學生租下三田島原藩中屋敷舊址（隔年買下），之後以三田為本部。此外，學員組織「三田會」也引用三田作為代稱。
台灣也有台灣三田會，由慶應大學畢業的台灣校友組成。會員都是各行各業的菁英。

### 地名由来
本地原為供奉朝廷稻米的屯田（みた），另說是源自伊勢神宮或御田八幡神社的神田（みた）。

### 沿革
- 戰國時代，成立荏原郡三田郷。三田一詞曾記載在《吾妻鏡》中正嘉2年（1258年）3月1日的文章中。
- 江戶時代初期，成立三田村，屬荏原郡。
- 1662年（寛文2年） - 三田村商家林立，本地新設三田一丁目至三田四丁目、三田台町一丁目、三田台町二丁目。之後，延寶年間二十年內共有14町脫離三田村成立。此時的三田14町有三田一丁目至三田四丁目、三田台町一丁目至三田台町二丁目、三田同朋町、三田久保町、三田古川町、三田豐岡町、三田老增町、三田南北代地町、三田台裏町、久保三田町。
- 1868年（明治元年） - 東京府成立，三田地區的町與三田村劃屬東京府。
- 1869年（明治2年） - 部分三田地區進行町域重劃，三田久保町、三田南北代地町廢除，另成立三田小山町、三田松坂町。
- 1871年（明治4年） - 慶應義塾遷至三田二丁目。
- 1872年（明治5年） - 三田地區的武家地、寺地獨立成立新町，三田四國町、三田綱町、三田南寺町等成立。
- 1878年（明治11年） - 芝區、麻布區成立，三田地區的町與三田村大半劃入芝區，一部分劃入麻布區。
- 1889年（明治22年） - 剩餘的三田村（現在目黑區三田）編入相鄰的荏原郡目黑村。
- 1947年（昭和22年） - 芝區與麻布區、赤坂區合併成立港區。三田地區的町名冠上「芝」。
- 1964年（昭和39年）7月1日 - 實施住居表示，三田地區的芝三田四國町、芝三田同朋町編入港區芝。
- 1967年（昭和42年）7月1日 - 隨著住居表示實施，三田地區大部分與周邊地區合併成立港區三田。另外，三田台町三丁目、部分三田松坂町劃入港區高輪。
- 1969年（昭和44年）1月1日 - 隨著住居表示實施，剩餘三田地區（三田老增町）劃入港區白金。

## 住居表示實施前後的町名變遷
| 實施後     | 實施年月日   | 實施前（各町名部分地區、過去的芝三田地區以粗字表示）                                                                            |
| ---------- | ------------ | --- |
| 芝二丁目   | 1964年1月1日 | 芝三田四國町、芝金杉一至四丁目、芝金杉河岸、芝新堀町、芝新堀河岸、芝西應寺町                                                    |
| 芝三丁目   | 1964年1月1日 | 芝三田四國町、芝新堀町、芝新堀河岸、芝松本町                                                                                    |
| 芝四丁目   | 1964年1月1日 | 芝三田四國町、本芝一至四丁目、本芝入橫町、本芝下町、本芝材木町                                                                  |
| 芝五丁目   | 1964年1月1日 | 芝三田四國町、芝三田同朋町、芝田町一至三丁目等                                                                                  |
| 三田一丁目 | 1967年7月1日 | 芝三田小山町、芝新門前町、芝新門前河岸、芝赤羽町、麻布飯倉町五丁目                                                              |
| 三田二丁目 | 1967年7月1日 | 芝三田一、二、四丁目、芝三田綱町、芝三田北寺町、麻布新廣尾町一丁目                                                              |
| 三田三丁目 | 1967年7月1日 | 芝三田二至四丁目、芝三田功運町、芝田町四至九丁目、芝通新町                                                                      |
| 三田四丁目 | 1967年7月1日 | 芝三田四丁目、芝三田北寺町、芝三田南寺町、芝三田台町一至三丁目、芝三田豐岡町、 芝三田功運町、芝三田松坂町、芝通新町、芝伊皿子町 |
| 三田五丁目 | 1967年7月1日 | 芝三田豐岡町、芝三田松坂町、麻布新廣尾町二丁目                                                                                  |
| 高輪一丁目 | 1967年7月1日 | 芝三田松坂町、芝三田台町三丁目等 （其他請參照高輪）                                                                             |
| 白金一丁目 | 1969年1月1日 | 芝三田老増町、芝白金三光町、芝白金志田町、麻布新廣尾町二丁目、麻布田島町                                                        |
| 白金二丁目 | 1969年1月1日 | 芝三田老増町、芝白金三光町、芝白金台町一丁目                                                                                    |

## 交通
鐵道
- 都營地下鐵大江戶線 赤羽橋站 - 站所在地為東麻布。

巴士
- 都營巴士（一部分屬東急巴士）
  - 三田一丁目停留所
  - 中之橋停留所
  - 赤羽橋站停留所
  - 芝三丁目西停留所
  - 慶應義塾東門停留所
  - 慶應義塾大學前停留所

- - 三田五丁目停留所
  - 魚籃坂下停留所
  - 三田三丁目停留所
  - 三田四丁目停留所
  - 高輪一丁目停留所

道路
- 國道1號（櫻田通） - 赤羽橋交差點-魚籃坂下交差點
- 國道15號（第一京濱） - 札之辻交差點-泉岳寺交差點
- 東京都道301號白山祝田田町線 - 赤羽橋交差點-札の辻交差點
- 東京都道319號環狀三號線 - 新一之橋交差點-赤羽橋交差點
- 東京都道409號日比谷芝浦線 - 札辻交差點
- 東京都道415號高輪麻布線 - 新一之橋交差點-伊皿子交差點先
- 東京都道416號古川橋二子玉川線（明治通） - 古川橋交差點

## 設施、景點
三田一丁目
- 東京都濟生會中央醫院
- 國際醫療福祉大學附屬三田醫院
- 三田國際大廈
- 巴布亞紐幾內亞大使館
- 港區立赤羽小學校
- 東京都立三田高等學校
- 銀杏稻荷大明神
- 神明坂

三田二丁目
- 慶應義塾大學
- 綱町三井倶楽部
- 澳洲大使館
- 義大利大使館
- 春日神社
- 慶應義塾中等部
- 慶應義塾女子高等學校
- 匈牙利大使館
- 綱坂
- 綱の手引き坂
- 日向坂（日语：日向坂）
- 文錢堂本舗

三田三丁目
- 住友不動産三田雙子星大樓西館
- SORUN株式會社
- 莫三比克大使館
- 高輪郵便局

三田四丁目
- 阿含宗關東別院
- 港區立御田小學校
- 港區立三田中學校
- 聖坂
- 荻生徂徠墓
- 明亮大樓
- 御田八幡神社
- 潮見坂
- 蛇坂
- 安全寺坂
- 幽靈坂
- 月之岬
- 科威特大使館
- 龜塚公園
- 三田台公園

三田五丁目
- 清爽信用金庫本店營業部
- 豐岡町兒童遊園
- 三田松坂兒童遊園

## 圖片

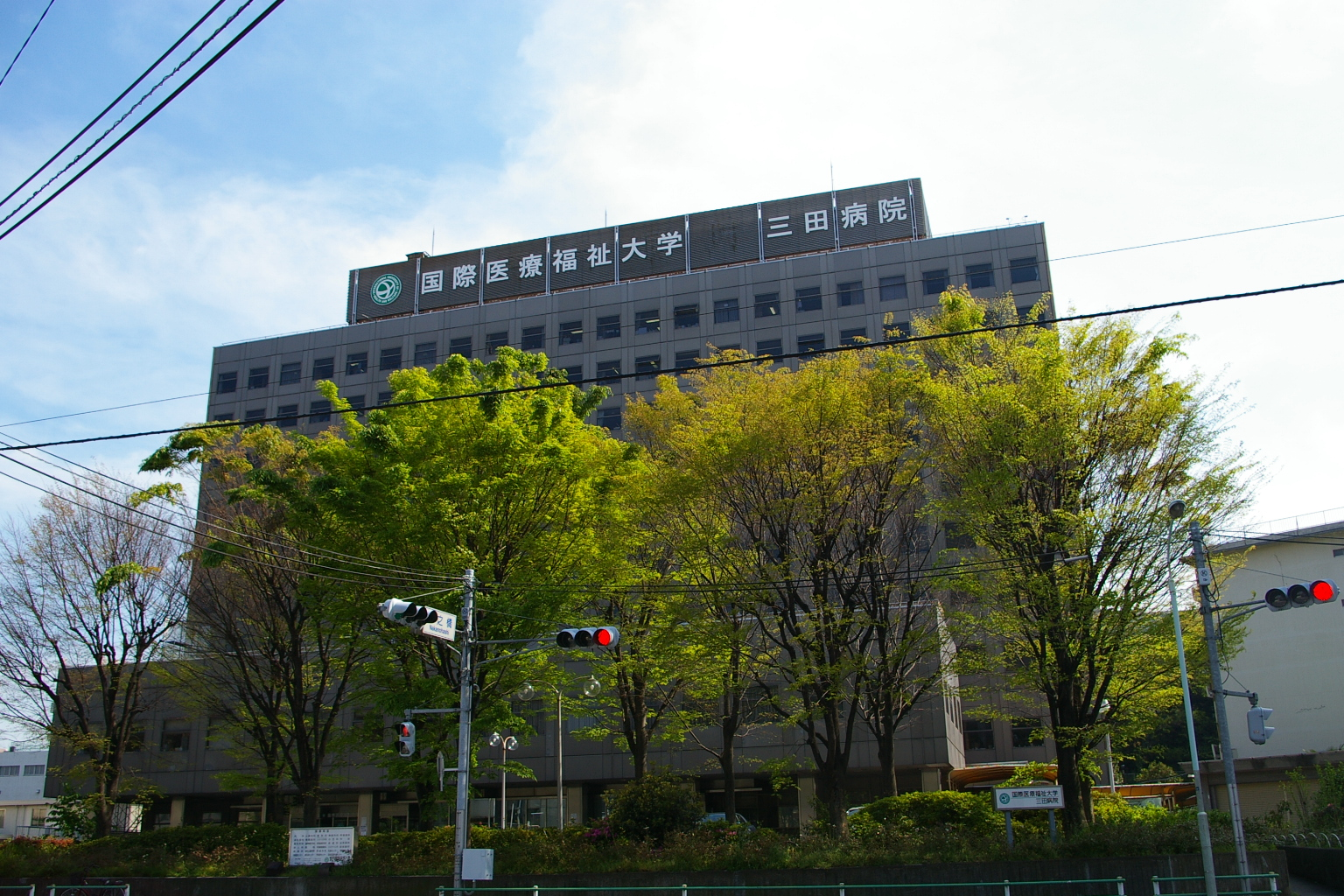
國際醫療福祉大學附屬三田醫院
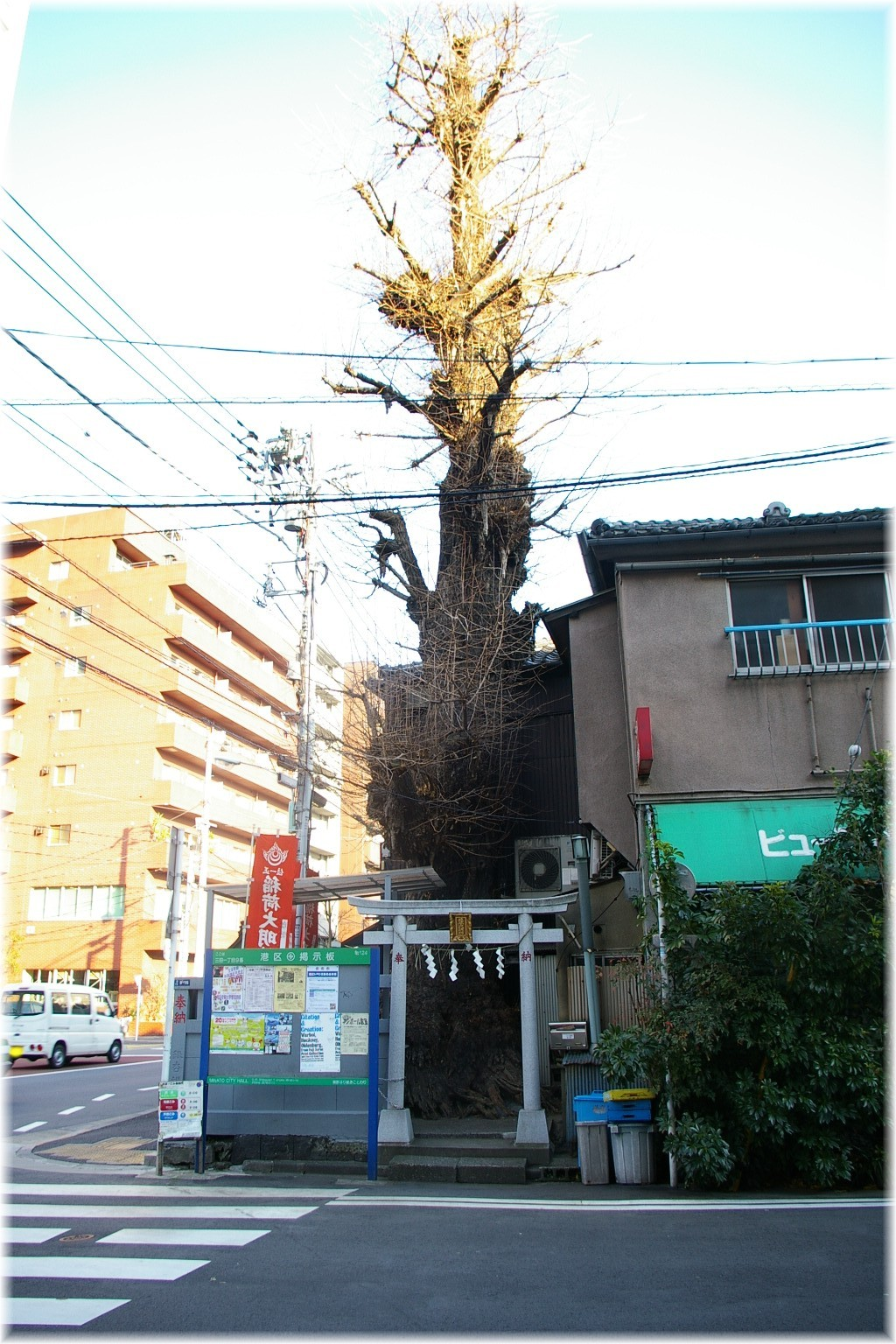
銀杏稻荷大明神
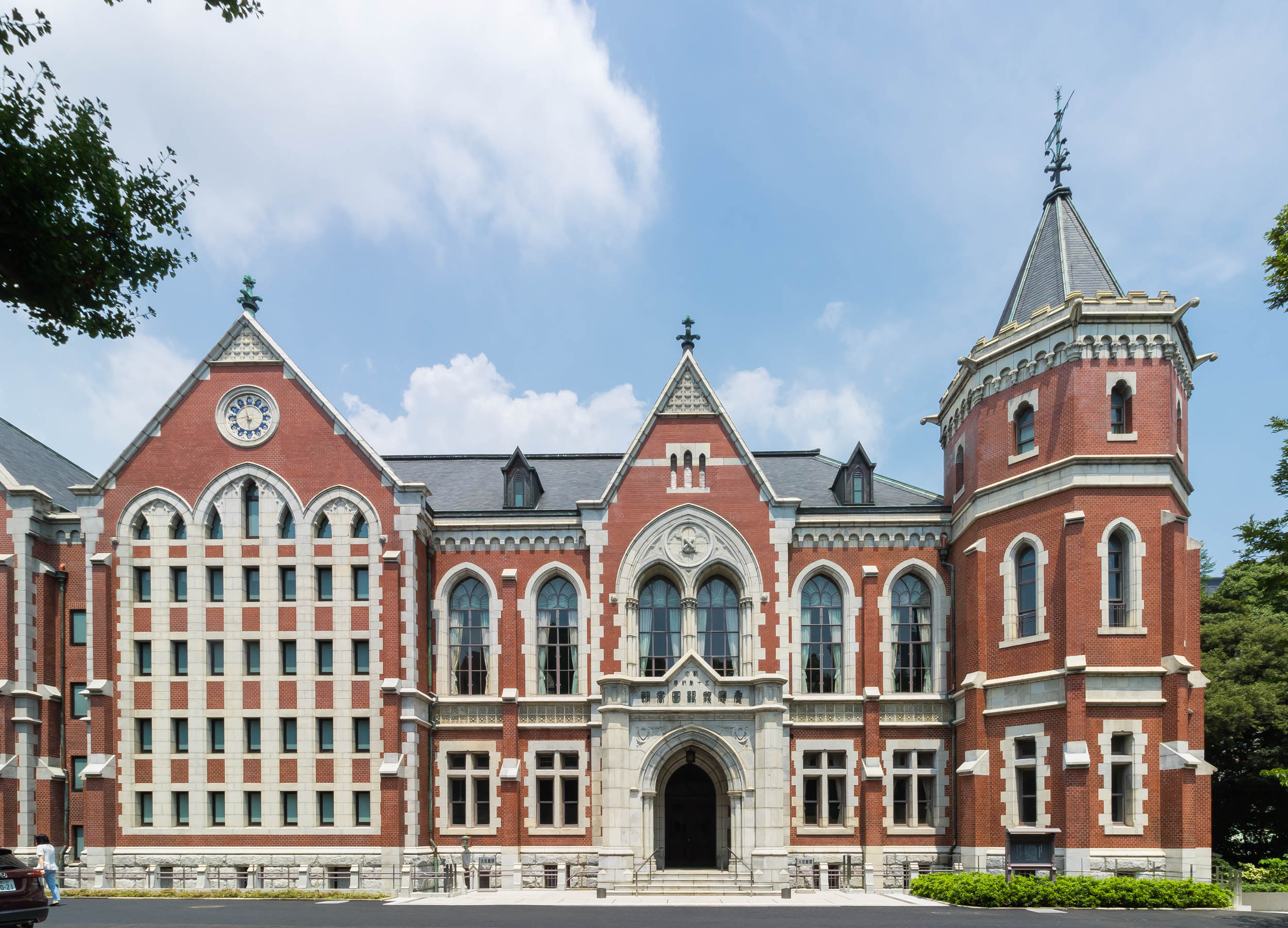
慶應義塾大學
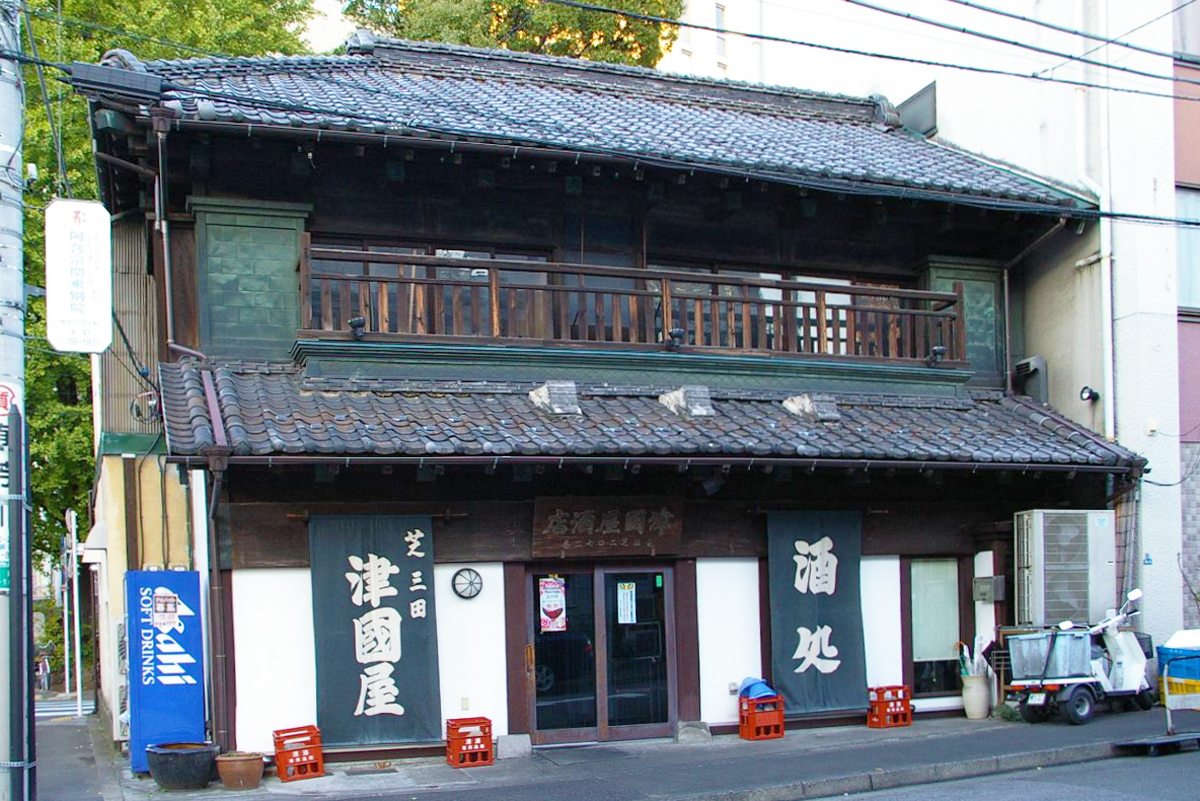
津國屋
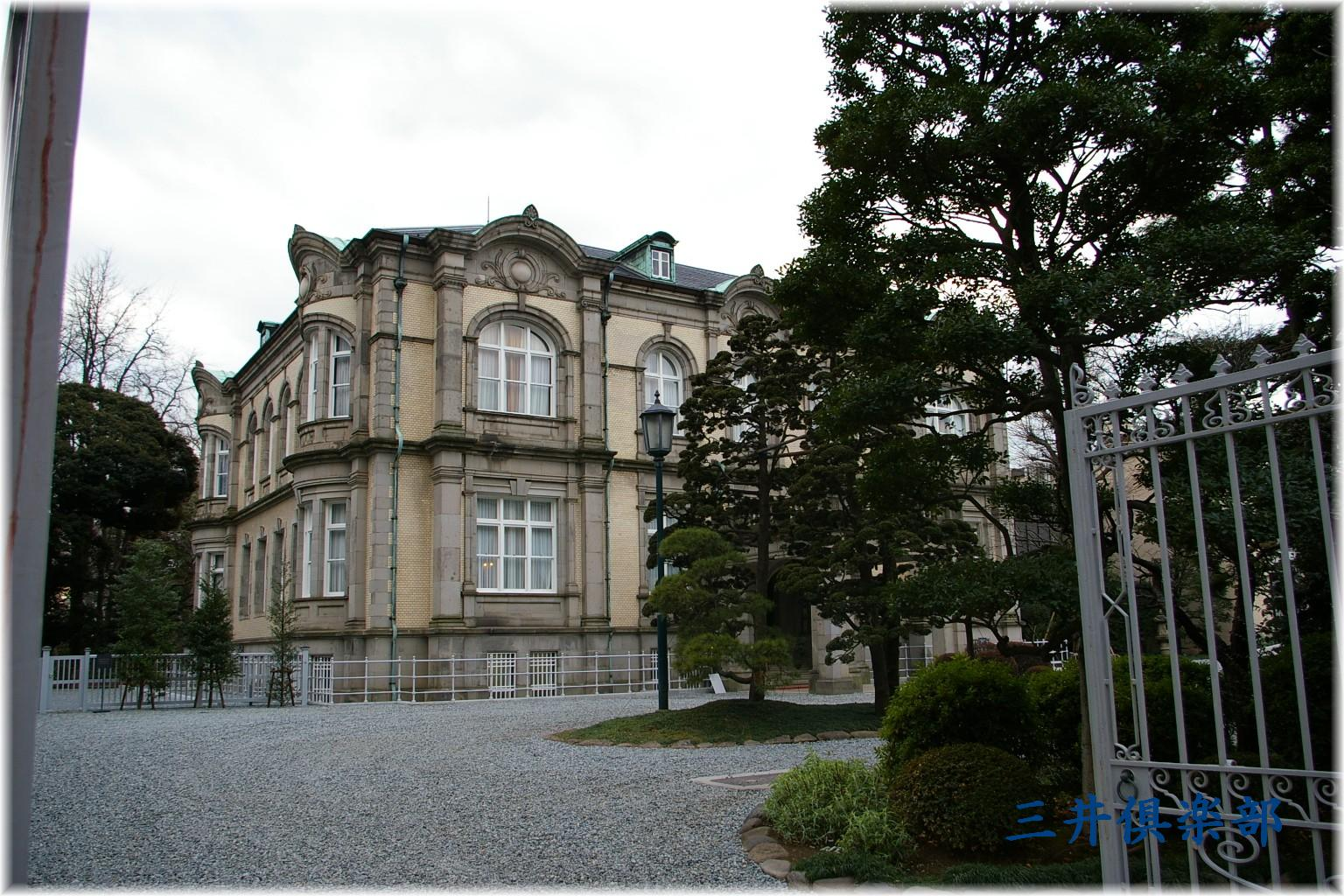
綱町三井倶樂部
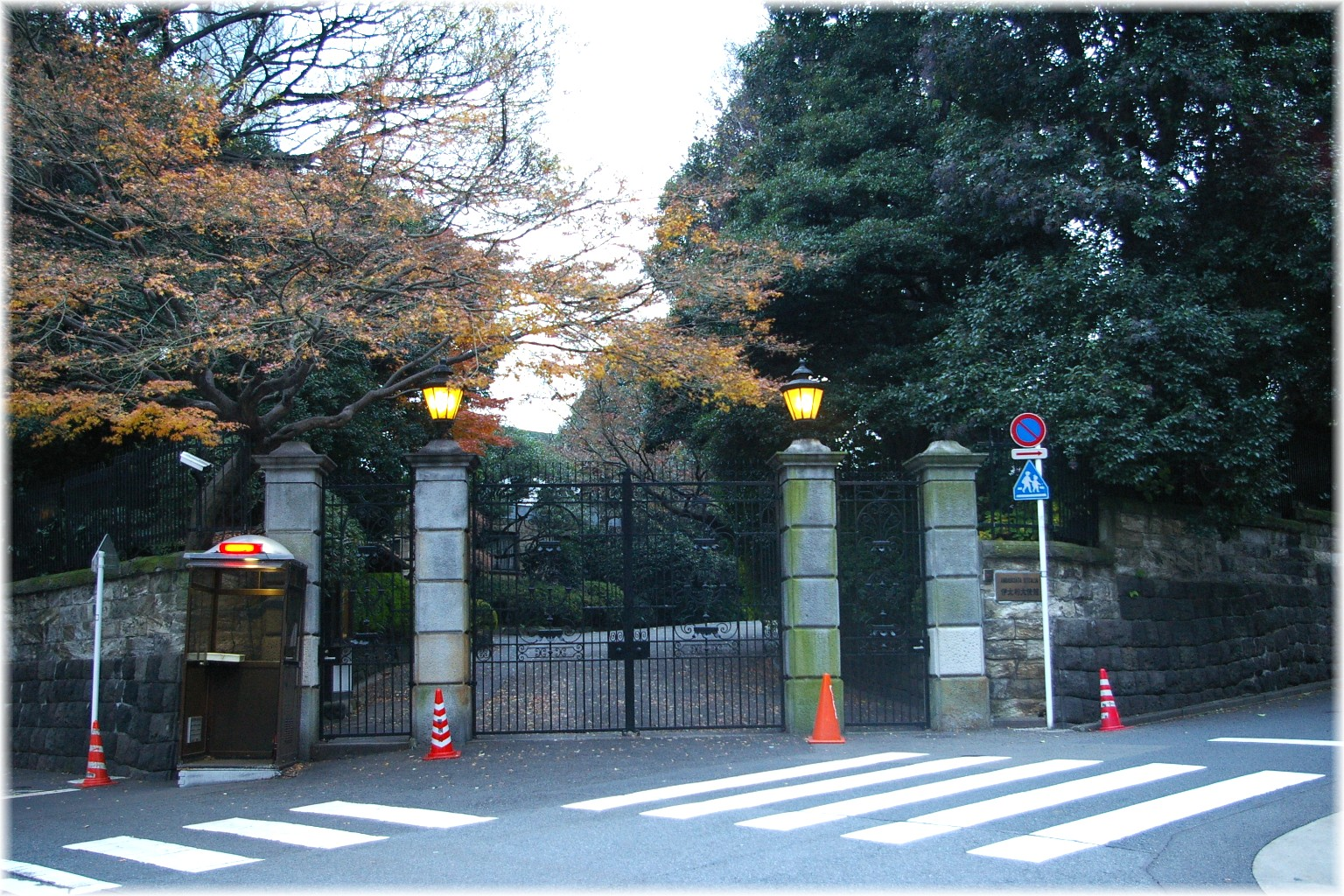
義大利大使館（大石主稅良金十士切腹之地）

## 備註
1. ↑  .   [2013-08-08]. （原始内容存档于2014-01-06）.
2. ↑  .   [2017-09-07]. （原始内容存档于2013-08-27）.

## 關連項目
- 田町站
- 三田站
- 三田 (目黒區)